# Gérard Ismaël
Pour les articles homonymes, voir Ismaël.
Gérard Ismaël est un acteur français, né le 23 août 1949 à Rodez,. Il a également joué sous le nom de Gérard Tybalt,.

## Biographie
Il a fait partie du Big Bazar de Michel Fugain. Son premier rôle fut dans la série télévisée Les Messieurs de Saint-Roy, où il avait 24 ans. En 1977, Just Jaeckin lui propose le rôle de Pierre dans le film Le Dernier Amant romantique. À la fin des années 1970 et dans les années 1980, il réalise d’autres films. Dans les années 1990, il joue dans plusieurs films anglo-saxons, dont Lonely Hearts, Argent comptant, After the Game. Il est actuellement à la retraite et se consacre au cinéma.

## Filmographie

### Cinéma
- 1977 : Le Dernier Amant romantique de Just Jaeckin : Pierre Mowgli
- 1979 : Les Héroïnes du mal de Walerian Borowczyk : Antoine
- 1980 : Vivre libre ou mourir de Christian Lara : Richepance
- 1981 : Les Uns et les Autres de Claude Lelouch
- 1981 : Fait Accompli de Stephen Mitchell : Philippe
- 1982 : Une glace avec deux boules... de Christian Lara : Paul
- 1985 : Spécial Police de Michel Vianey : Weber
- 1988 : Quelques jours avec moi de Claude Sautet : Rocky
- 1991 : Lonely Hearts de Andrew Lane : un serveur
- 1997 : Argent comptant de Brett Ratner : Raymond Villard
- 1997 : After the Game de Brewster MacWilliams : Jean-Luc
- 1999 : Comme un poisson hors de l'eau de Hervé Hadmar : Nadir

### Télévision
- 1973 : Les messieurs de Saint-Roy
- 1973 : Le provocateur
- 1985 à  1991: Maguy (le mari de Caro)